# 王琪 (宋朝)
王琪（?—?），字君玉，华阳（今四川双流）人，宋朝政治人物。
王罕之子，王珪從兄。進士出身，曾任江都主簿。天圣三年（1025年）上时务十事，得仁宗嘉许，调入京城任馆阁校勘，歷官大理评事、馆阁校勘、集贤校理。曾官姑蘇郡守，修建官衙，向转运使司借款数千缗，無力償還，嘉祐四年（1059年），王琪增订刊刻王洙之《杜工部集》于苏州，並撰寫《後記》，王琪在序中对杜甫的“博闻稽古”加以肯定。《杜工部集》一次印一万部，“每部为直千钱，士人争买之，富室或买十许部”。墓葬真州（今江苏仪征县）。有《谪仙长短句》，已佚。